# Eugene Kurtz
Pour les articles homonymes, voir Kurtz.
Eugene Allen Kurtz, né le 27 décembre 1923 à Atlanta et mort le 5 juillet 2006 à Paris, est un compositeur américain de musique classique contemporaine.

## Biographie
Il obtient un M.A. en musique de l'école de musique Eastman en 1949. Ses professeurs sont Arthur Honegger, Darius Milhaud et Max Deutsch. Il est professeur invité de composition à l'Université du Michigan, à l'école de musique Eastman et auprès de plusieurs autres universités. Parmi ses élèves notables figurent John Burke (en), Roger Briggs et Robert Morris ainsi que François Fayt.
Sa composition la plus connue est The Last Contrabass in Las Vegas (1974), pour contrebasse et narratrice, composée pour Bertram Turetzky (en) et sa femme Nancy Turetzky qui l'ont fréquemment interprétée. Il est également commissionné par Radio France.
Il est entre autres l'auteur de Time and again (1985) ainsi que Logo I (clarinette et piano, 1978-79) et Logo II (clarinette, piano, 4 percussions). Il a composé la musique du film ...Enfants des courants d'air sorti en 1959.
Né à Atlanta, Kurz sert dans l'armée de terre des États-Unis pendant la Seconde Guerre mondiale avant d'arriver en France en 1944. Il s'installe à Paris en 1952 où il demeure jusqu'à sa mort, des suites d'une infection pulmonaire.

## Source de la traduction
- (en) Cet article est partiellement ou en totalité issu de l’article de Wikipédia en anglais intitulé « Eugene Kurtz » (voir la liste des auteurs).